# دايفيد إم. كوت
دايفيد إم. كوت (بالإنجليزية: David M. Cote)‏ هو رائد أعمال أمريكي، ولد في 19 يوليو 1952 في مانشستر في الولايات المتحدة.

## وصلات خارجية
- دايفيد إم. كوت على موقع إن إن دي بي (الإنجليزية)